# 第37回アニー賞
第37回アニー賞は、2009年のアニメーション作品やアニメーションの振興に貢献した人物に対する表彰である。授賞式は2010年2月6日にカリフォルニア州ロサンゼルスのロイスホールで行われた。

## 一覧
太字は受賞。

### 作品賞

#### アニメ映画賞
- 『カールじいさんの空飛ぶ家』
  - 『くもりときどきミートボール』
  - 『コララインとボタンの魔女 3D』
  - 『ファンタスティック・Mr.FOX』
  - 『プリンセスと魔法のキス』
  - 『ブレンダンとケルズの秘密』

### 部門賞

#### 映画キャラクター・デザイン賞
- 『コララインとボタンの魔女 3D』 – Shane Prigmore
  - 『コララインとボタンの魔女 3D』 – シャノン・ティンドル
  - 『カールじいさんの空飛ぶ家』 – ダニエル・ロペス・ムニョス

#### 映画監督賞
- ピート・ドクター – 『カールじいさんの空飛ぶ家』
  - フィル・ロード、クリストファー・ミラー – 『くもりときどきミートボール』
  - ヘンリー・セリック – 『コララインとボタンの魔女 3D』
  - ウェス・アンダーソン – 『ファンタスティック・Mr.FOX』
  - 宮崎駿 – 『崖の上のポニョ』

#### 映画音楽賞
- 『コララインとボタンの魔女 3D』 – ブリュノ・クーレ
  - 『崖の上のポニョ』 – 久石譲
  - 『アイス・エイジ3/ティラノのおとしもの』 – ジョン・パウエル
  - 『カールじいさんの空飛ぶ家』 – マイケル・ジアッチーノ

#### 映画美術賞
- 『コララインとボタンの魔女 3D』 – 上杉忠弘
  - 『9 〜9番目の奇妙な人形〜』 – クリストフェ・ヴァーチャー
  - 『コララインとボタンの魔女 3D』 – Chris Appelhans
  - 『プリンセスと魔法のキス』 – イアン・グッディング

#### 映画脚本賞
- 『ファンタスティック・Mr.FOX』 – ウェス・アンダーソン、ノア・バームバック
  - 『ATOM』 – ティモシー・ハリス、デヴィッド・バワーズ
  - 『くもりときどきミートボール』 – フィル・ロード、クリストファー・ミラー
  - 『カールじいさんの空飛ぶ家』 – ピート・ドクター、ボブ・ピーターソン、ロニー・デル・カルメン

### 功労賞

#### ウィンザー・マッケイ賞
- ティム・バートン
- ジェフリー・カッツェンバーグ
- ブルース・ティム